# Cornetul Văii și Valea Mănăstirii
Cornetul Văii și Valea Mănăstirii este o arie protejată de interes național ce corespunde categoriei a IV-a IUCN (rezervație naturală de tip geologic floristic, faunistic și peisagistic) situată în județul Mehedinți, pe teritoriul administrativ al orașului Baia de Aramă.

## Localizare
Aria naturală  se află în extremitatea nord-estică a județului Mehedinți (în Podișul Mehedinți, aproape de limita teritorială cu județul Gorj), în partea nordică a orașului Baia de Aramă, în apropierea drumului național DN67D, care leagă municipiul Târgu Jiu de orașul Băile Herculane.

## Descriere
Rezervația naturală  a fost declarată arie protejată prin Legea Nr.5 din 6 martie 2000, publicată în Monitorul Oficial al României, Nr. 152 din 12 aprilie 2000 (privind aprobarea Planului de amenajare a teritoriului național - Secțiunea a III-a - zone protejate) și se întinde pe o suprafață de 40 hectare.
Aria naturală reprezintă o zonă cu rol de protecție pentru arboret (arbori și arbusti) cu specii de gorun (Quercus petraea), ienupăr (Juniperis communis - L.) și ghimpe (Ruscus aculeatus).
Aria protejată este inclusă în Geoparcul Platoul Mehedinți și se învecinează la sud-vest cu rezervația naturală Complexul carstic de la Ponoarele.